# Серых, Андрей Тимофеевич
Андрей Тимофеевич Серых (15 августа 1911, с. Сафоновка, Курская губерния — 14 августа 1974, Короча, Белгородская область) — советский партийный деятель; первый секретарь райкомов КПСС в Белгородской области; Герой Социалистического Труда (1958).

## Биография
Родился 15 августа 1911 года в селе Сафоновка (ныне Корочанского района Белгородской области) в крестьянской семье. В 1924 году окончил школу в родном селе.
С января 1930 года работал заместителем председателя сельского Совета в селе Голенькое Корочанского района. В 1932 году окончил 9-месячные курсы по подготовке учителей начальной школы и в 1936 году — Корочанский педагогический техникум. Работал учителем в селе Александровка.
В 1938 году окончил областную партийную школу им. Ленина в городе Орёл. Работал заведующим сельскохозяйственным отделом, заместителем редактора, ответственным редактором корочанской районной газеты «Колхозная жизнь».
Участник Великой Отечественной войны с 1942 года.После войны — на партийной работе в Корочанском райкоме партии. Был пропагандистом, помощником секретаря; в 1949—1951 годах — секретарём и вторым секретарём райкома. С 1952 года — первый секретарь Большетроицкого райкома КПСС.
Указом Президиума Верховного Совета СССР от 11 марта 1958 года за выдающиеся успехи, достигнутые в деле развития сельского хозяйства и достижение высоких показателей по производству, зерна, сахарной свеклы, мяса, молока и других продуктов сельского хозяйства, Серых Андрею Тимофеевичу присвоено звание Героя Социалистического Труда с вручением ордена Ленина и золотой медали «Серп и Молот».
В дальнейшем работал первым секретарём Корочанского райкома КПСС. С 1962 года по 1968 год был председателем Корочанского райисполкома. С августа 1973 года — персональный пенсионер союзного значения. Будучи на пенсии, работал директором Корочанского пищекомбината РПС.
Избирался делегатом XXI съезда КПСС, депутатом Белгородского областного Совета депутатов трудящихся.
Жил в городе Короча. Скончался 14 августа 1974 года. Похоронен на кладбище города Короча.

## Награды
Награждён орденами Ленина, «Знак Почета», медалями, в том числе двумя золотыми и одной серебряной медалями ВДНХ СССР.

## Память
В селе Большетроицкое на доме, где в 1952—1961 годах жил А. Т. Серых, установлена памятная доска. В городе Шебекино на аллее Славы установлен портрет Героя.